# Rafik Hariri International Airport

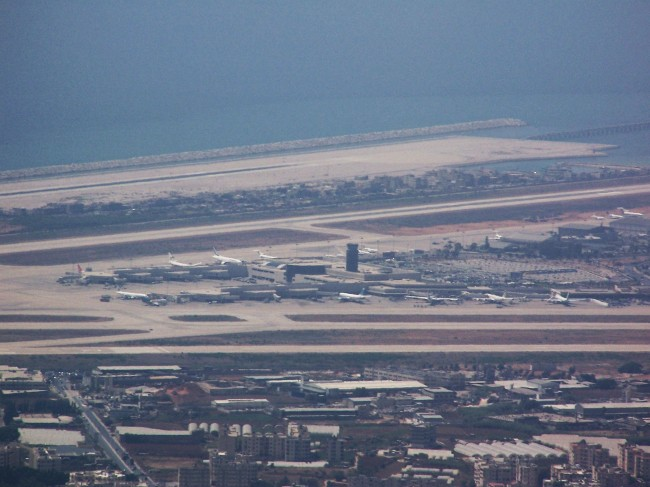
overzicht van de luchthaven

Rafik Hariri International Airport (Arabisch: مطار بيروت الدولي ) is de internationale luchthaven van Beiroet, Libanon vernoemd naar voormalige president Rafik Hariri.
Als gevolg van recente conflicten zoals het conflict met Israël in 2006 en aanhoudende dreiging van lokale groeperingen zoals Hezbollah staan de reizigersaantallen onder druk. Het vliegveld werd in de voorgaande decennia meermaals beschadigd tijdens gevechtshandelingen. Om het vliegveld weer volledig operationeel te krijgen zijn reparaties aan de startbanen nodig en moet het radar- en communicatiesysteem vernieuwd worden.
Het vliegveld is in staat om zes miljoen passagiers per jaar te verwerken en kan 30 vliegtuigen tegelijk afhandelen.
Ambitieuze nieuwbouwplannen gaan uit van een capaciteit van zestien miljoen passagiers in 2035.

## Luchtvaartmaatschappijen en bestemmingen
- Aeroflot - Moskou-Sjeremetjevo
- Air Algérie - Algiers
- Air Arabia - Sharjah
- Air Arabia Egypt - Alexandria-Borg el Arab
- Air France - Parijs-Charles de Gaulle
- AirBaltic - Riga
- Alitalia - Rome-Fiumicino
- Armavia - Jerevan
- Bahrain Air - Bahrain (hervat 21 juni), Kuweit
- Belavia - Minsk
- Bulgaria Air - Sofia (seizoensgebonden; hervat 19 juni)
- Bulgarian Air Charter - Varna (seizoensgebonden)
- Cyprus Airways - Larnaca
- Czech Airlines - Praag
- EgyptAir - Cairo
- EgyptAir Express - Alexandria-El Nouzha (seizoensgebonden)
- Emirates - Dubai
- Etihad Airways - Abu Dhabi
- Ethiopian Airlines - Addis Abeba
- Flydubai - Dubai
- FlyOne Armenia-Armenië
- Gulf Air - Bahrain (hervat 11 juni)
- Iran Air - Mashhad, Teheran-Imam Khomeini
- Iraqi Airways - Bagdad, Basra, Najaf
- Jazeera Airways - Koeweit
- Kuwait Airways - Koeweit
- LOT Polish Airlines - Warschau (hervat 25 juni)
- Lufthansa - Frankfurt
- Malaysia Airlines - Dubai, Kuala Lumpur
- Med Airways - Arbil, Baghdad, Khartoum, Sulaymaniyah
- Middle East Airlines - Abidjan, Abu Dhabi, Accra, Amman-Queen Alia, Arbil, Athene, Bagdad, Brussel, Cairo, Dammam, Doha, Dubai, Frankfurt, Geneve, Istanboel-Atatürk, Jeddah, Kano, Kinshasa, Koeweit, Lagos, Larnaca, Londen-Heathrow, Medina, Milaan-Malpensa, Parijs-Charles de Gaulle, Riyadh, Rome-Fiumicino; Düsseldorf, Kopenhagen, Nice (seizoensgebonden)
- Nas Air - Jeddah, Riyadh
- Oman Air - Dubai, Muscat
- Qatar Airways - Doha
- Pegasus Airlines - İstanbul-Sabiha Gökçen
- Royal Air Maroc - Casablanca
- Royal Jordanian - Amman-Queen Alia
- Saudi Arabian Airlines - Dammam, Jeddah, Madinah, Riyadh
- Swiss International Air Lines (uitgevoerd door Edelweiss Air) - Zürich (vanaf 10 juni)
- Syrian Air - Brussel, Damascus (hervat 11 juni)
- Tarom - Boekarest-Henri Coandă
- Transavia - Amsterdam
- Tunisair - Tunis
- Turkish Airlines - Istanboel-Atatürk
- UM Airlines - Kiev-Boryspil, Kharkiv (seizoensgebonden)
- Wings of Lebanon - Najaf
- Yemenia - Amman-Queen Alia, Sana'a